# Mario Andrione
Mario Andrione (né le 14 juin 1932  à Aoste et mort dans la même ville le 16 novembre 2017) est un homme politique italien, originaire de la Vallée d'Aoste, ancien président de cette région, partisan des idéaux fédéralistes et autonomistes valdôtains. 

## Biographie

### L'activité politique
Lors de son élection comme conseiller régional dans les listes de l'Union valdôtaine, il avait été assesseur technique chargé de l'éducation publique pour la junte régionale présidée par Oreste Marcoz, de février à novembre 1963. Il fut confirmé comme conseiller aux élections de 1968, et fut chargé de la tâche de secrétaire du bureau de présidence régionale de Séverin Caveri de juillet 1970 à juillet 1973. Réélu pour l'Union valdôtaine, il fut nommé président de la junte régionale le 20 décembre 1974, charge qu'il occupa jusqu'à la fin de la 6e législature (1978). De décembre 1874 à octobre 1975, il occupa aussi la charge par intérim d'assesseur du tourisme, des antiquités et des beaux-arts.
Réélu au Conseil de la Vallée en juillet 1978, sa charge de président de la junte régionale fut confirmée jusqu'à la fin de la 7e législature (juillet 1983). Réélu encore une fois au Conseil régional, il fut président de la junte jusqu'à janvier 1984, quand il s'enfuit en Côte d'Azur afin de se sous-traire aux débats judiciaires liés à la gestion du Casino de Saint-Vincent. Rentré à Aoste, il démissionne. Il fut réélu conseiller régional en 1988, mais en décembre 1992 sa charge est suspendue par un décret du Président du Conseil des ministres italien selon la loi n°16 du 18 janvier 1992. 
Après avoir quitté la politique pendant quelques années, il regagne la scène politique valdôtaine en 2006, lorsque le sénateur Charles Perrin promeut la création d'un nouveau parti autonomiste, le Renouveau valdôtain.